# Classe Admiral Gorškov
La classe Admiral Gorškov o Progetto 22350 (in russo проекта 22350 Адмирал Горшков?) è una classe di fregate multiruolo di fabbricazione russa, sviluppata a San Pietroburgo, nei cantieri Severnaja Verf', negli anni 2000-2010 per conto dalla marina russa ed entrate in servizio a partire dal 2018.
Destinate al rinnovamento della flotta, si tratta del primo esempio di fregate di moderna concezione prodotte in una ex-repubblica sovietica dalla dissoluzione dell'URSS, nonché la prima classe di navi di prima linea interamente progettata e costruita nella Federazione Russa.
La classe, conosciuta anche con l'appellativo di Classe Ammiragli, è costituita da unità multiruolo dotate di un pezzo d'artiglieria a prua e lanciatori verticali multipli capaci di imbarcare missili anti-nave e cruise subsonici e supersonici (Kalibr, Oniks) nonché sistemi integrati di difesa aerea, guerra elettronica e per la lotta sottomarina.
A causa delle lunghe tempistiche di sviluppo il progetto è stato sottoposto a continui aggiornamenti che hanno de facto dato origine a due sotto-classi distinte: una prima dotata di un VLS da 16 missili e composta dalle prime 4 unità della classe, ed una seconda dotata di un VLS da 24 celle a cui corrispondono le successive 4 unità della classe. Inoltre, è stata prevista una versione ulteriormente aggiornata denominata Progetto 22350M Super Gorškov dotata di VLS da 48 missili ed un dislocamento prossimo alle 8.000 tonnellate.
Tra il 2020 ed il 2021, le unità di questa classe sono state impegnate nei test di lancio del missile Zircon, divenendo le prime unità navali a lanciare un sistema d'arma ipersonico.
Al luglio 2021, sono 2 le navi entrate in servizio attivo mentre ulteriori 6 unità sono in diverse fasi della loro costruzione.

## Storia

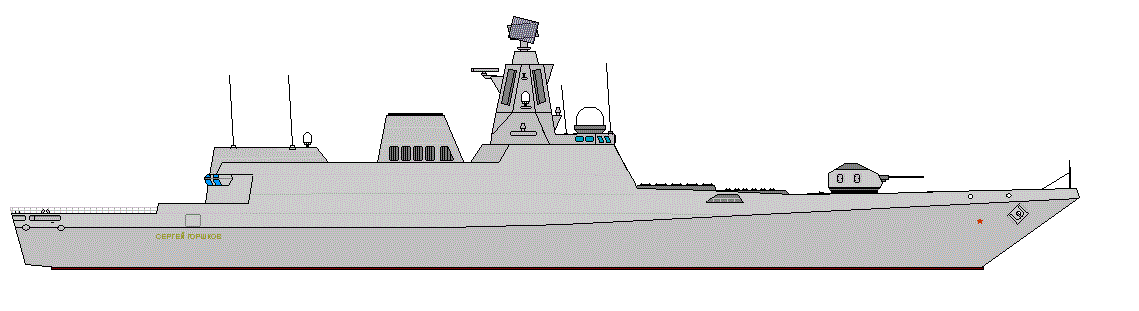
La silhouette della fregata aggiornata al 2011

Prime fregate interamente progettate e costruite in Russia e realizzate con componenti provenienti dal solo mercato domestico, il disegno della capo-classe è stato approvato dal comando navale nel luglio 2003. Alle unità di questa classe è dato il difficile compito di fissare il nuovo standard qualitativo e tecnologico delle unità di prima linea della marina russa del XXI secolo, causa il raggiungimento del limite di vita operativa delle unità maggiori ereditate dalla marina sovietica, quali i cacciatorpediniere di classe Udaloy e Sovremmenny e le fregate classe Kashin e Krivak.
Per via del gran numero di unità specializzate che sono state chiamate a sostituire, le Gorškov sono state specificamente progettate per ricoprire più ruoli – dalla lotta antisommergibile, alla difesa aerea, all'ingaggio di unità nemiche – obiettivo raggiunto tramite l'integrazione di componenti elettroniche di ultima generazione ed armamenti modulari universali, in grado cioè di condividere un ampio numero di munizioni con le unità già in servizio con la marina.
Le navi di questa classe hanno sofferto di gravi ritardi a causa di numerosi fattori, tra i quali si ricordano: le sanzioni internazionali derivanti dalla crisi Ucraina, la riqualificazione e l'accumulo di know-how delle attività cantieristiche – perse in gran parte con la dissoluzione dell'URSS – e, non da ultimo, le continue modifiche ai requisiti di progetto voluti dal Ministero della Difesa russo dovuti alla rapida evoluzione della dottrina navale russa passata dal considerarsi una flotta corvetto-centrica per la difesa delle acque verdi al volersi re-impossessare del ruolo di marina oceanica alla stregua di quelle francese, inglese, italiana e statunitense.
La marina russa ha emanato un requisito per 20/30 unità di questa classe.

## Sviluppo
La capoclasse, Admiral Gorškov (nome completo Ammiraglio della flotta dell'Unione Sovietica Gorškov), è stata impostata il 1º febbraio 2006 nei cantieri Severnaja Verf' a San Pietroburgo. Nel tardo ottobre 2008 il vice primo ministro russo, Sergei Ivanov, annunciò che la prima nave della classe sarebbe stata pronta nel 2011. La prima fregata è stata posta in galleggiamento al di fuori del bacino di lancio il 29 ottobre 2010. la nave era completa solo al 40% ed iniziò ad essere allestita. Al 2011, buona parte dell'equipaggiamento meccanico e dei sistemi che consentano un lancio in sicurezza era stata installata, compreso un impianto motore con diesel e turbina a gas combinati (CODAG), scatola di riduzione, porta assi ed elica, e impianti di generazione elettrica. Ulteriori lavori erano programmati al molo di allestimento del cantiere. Successivi resoconti sull'avanzamento lavori, riferirono che le fregate sarebbero state integrate nell'organico della marina russa nel novembre 2013.
Il 21 agosto 2012, il cantiere Severnaya Verf annunciò che aveva avuto un doppio prestito su base quadriennale per un valore di 16,23 miliardi di rubli (circa 509,88 milioni di dollari statunitensi) dalla Sberbank, una banca di proprietà dello Stato. Il denaro avrebbe dovuto essere usato per la costruzione della classe Admiral Gorškov.
A causa delle sanzioni internazionali comminate alla Russia in merito all'annessione della Crimea dall'Ucraina nel 2014, la produzione delle fregate è stata sospesa per poi riprendere a pieno ritmo qualche anno più tardi, una volta sostituiti tutti i componenti di origine allogena (sottoposti ad embargo commerciale) con altri di fabbricazione russa.
A dicembre 2014 è stato svelato un pesante upgrade della classe Gorškov denominato Project 22350M – informalmente soprannominato Super Gorškov – che avrebbe portato alla creazione di unità fondamentalmente diverse dalle originali, con ampliate capacità missilistiche (VLS a 48 celle) ed un dislocamento prossimo alle 8.000 tonnellate.
L'intervento russo in Siria a supporto del Presidente siriano Bashar al-Assad, inaugurato con il lancio di missili da crociera Kalibr da navi della marina russa contro installazioni ed equipaggiamenti appartenenti al gruppo terroristico dell'ISIS dallo specchio d'acqua antistante le coste del governatorato siriano di Latakia nel settembre 2015 (primo impiego bellico di missili da crociera lanciati da unità navali non appartenenti all'U.S. Navy), hanno portato il ministero della difesa russo a riformulare parte dei requisiti di progetto per le future unità della classe Gorškov. Modifica principale rispetto alle prime quattro unità della serie, è l'incremento del 50% della capacità di lancio del VLS di prua che passerà dalle 16 celle della Isakov alle 24 celle della Amelko.
Nel luglio 2018, la Admiral Gorškov ha partecipato alla parata navale di San Pietroburgo svoltasi in occasione dei festeggiamenti del giorno della marina entrando poco dopo ufficialmente in servizio nella Flotta del Nord. A margine della cerimonia di consegna dell'unità capo-classe, il contrammiraglio Viktor Bursuk dichiarò vicino l'inizio dei lavori concettuali per il progetto Super Gorškov; i lavori di progettazione sono poi stati avviati il 25 dicembre 2018 presso i cantieri Severnaya Verf.
Nel 2019, due nuove unità appartenenti alla Serie II sono state impostate mentre, a novembre dello stesso anno, la progettazione delle Super Gorškov è stata ultimata.
Nel 2020, la seconda unità della classe (prima di serie) Admiral Kasatonov, è entrata nei ranghi della marina. La Admiral Golovko è stata varata nel maggio dello stesso anno, mentre è stata completata la costruzione dello scafo della Admiral Isakov. Due nuove unità sono state impostate il 20 luglio 2020, portando il totale delle navi formalmente ordinate a 8 unità.

## Unità
| Nome                      | Costruttore                        | Impostazione             | Varo                     | Entrata in servizio      | Flotta                   | Stato                    |
| Progetto 22350 (Serie I)  | Progetto 22350 (Serie I)           | Progetto 22350 (Serie I) | Progetto 22350 (Serie I) | Progetto 22350 (Serie I) | Progetto 22350 (Serie I) | Progetto 22350 (Serie I) |
| ------------------------- | ---------------------------------- | ------------------------ | ------------------------ | ------------------------ | ------------------------ | ------------------------ |
| Admiral Gorškov           | Cantieri del Nord, San Pietroburgo | 1 febbraio 2006          | 29 ottobre 2010          | 28 luglio 2018           | del Nord                 | Attivo                   |
| Admiral Kasatonov         | Cantieri del Nord, San Pietroburgo | 26 novembre 2009         | 12 dicembre 2014         | 15 luglio 2020           | del Nord                 | Attivo                   |
| Admiral Golovko           | Cantieri del Nord, San Pietroburgo | 1 febbraio 2012          | 22 maggio 2020           | 25 dicembre 2023         | del Nord                 | Attivo                   |
| Admiral Isakov            | Cantieri del Nord, San Pietroburgo | 14 novembre 2013         | 30 settembre 2024        |                          | del Mar Nero             | prove in mare            |
| Progetto 22350 (Serie II) |                                    |                          |                          |                          |                          |                          |
| Admiral Amel'ko           | Cantieri del Nord, San Pietroburgo | 23 aprile 2019           |                          |                          | del Pacifico             | In costruzione           |
| Admiral Čičagov           | Cantieri del Nord, San Pietroburgo | 23 aprile 2019           |                          |                          | del Pacifico             | In costruzione           |
| Admiral Jumašev           | Cantieri del Nord, San Pietroburgo | 20 luglio 2020           |                          |                          | del Pacifico             | In costruzione           |
| Admiral Spiridonov        | Cantieri del Nord, San Pietroburgo | 20 luglio 2020           |                          |                          |                          | In costruzione           |
| Admiral Gromov            | Cantieri del Nord, San Pietroburgo | 2023                     |                          |                          |                          | ordinata                 |
| Admiral Vysotsky          | Cantieri del Nord, San Pietroburgo | 2023                     |                          |                          |                          | ordinata                 |

## Varianti
Project 22350 Gorškov (Serie I) – 4.500 tonnellate di dislocamento, VLS a 16 celle; Gorškov, Kasatonov, Golovko e Isakov corrispondono a questo standard
Project 22356 – versione da esportazione della Serie I, proposta il 3 novembre 2010 in occasione dell'esposizione internazionale Euronaval-2010
Project 22350 Gorškov (Serie II) – 5.000 tonnellate di dislocamento, VLS a 24 celle; Amelko, Chichagov, Yumashev e Spiridonov corrispondono a questo standard
Project 22350M SuperGorškov – ca. 8.000 tonnellate di dislocamento, VLS a 48 celle; si suppone che la prima nave di questa classe possa prendere servizio non prima del 2025